# Gyrinus hoppingi
Gyrinus hoppingi är en skalbaggsart som beskrevs av John Henry Leech. Gyrinus hoppingi ingår i släktet Gyrinus och familjen virvelbaggar. Inga underarter finns listade i Catalogue of Life.